# Paula Newton
Paula Newton, Hamilton (Ontario), Canada, (1968), is een internationaal correspondente voor CNN en CNN International, met Ottawa als standplaats.
Newton behaalde een mastergraad in Zakelijke Administratie (Internationale Financien) aan de McMaster-universiteit in Hamilton (Ontario) en een bachelor in Journalistieke & Politieke Wetenschappen aan de Carleton University in Ottawa.
Ze spreekt vloeiend Engels, Frans en Italiaans, en beheerst conversatie in Russisch en Spaans.

## Canadese media
Newton was van 1993 tot 2005 verslaggeefster voor het Canadese netwerk CTV. 
Bij CTV was zij werkzaam in gevarieerde posities, waaronder:
- verslaggever Atlantische aangelegenheden in Halifax (Nova Scotia)
- verslaggever Quebec aangelegenheden in Montreal, Quebec
- correspondent Nationale aangelegenheden in Ottawa, Ontario
- bureauchef in Moskou
- anchor bij Canada AM
- anchor bij Question Period
- anchor bij CTV Newsnet

Voorafgaand aan CTV, werkte Newton als:
- parlementair producer voor Independent Satellite News, 1986-1989, Ottawa, Ontario.
- anchor en verslaggeefster voor CHCH-TV, 1989-1991, Hamilton, Ontario.
- verslaggeefster voor de CTV Atlantic Television System, 1991-1993, Halifax, Nova Scotia.

## CNN
Newton trad in 2005 in dienst met Ottawa als standplaats, na 12 jaar in dienst te zijn geweest van het Canadese televisienetwerk CTV, bij CNN.
Bij CNN International begon zij met invalbeurten voor anchors in Londen. Vervolgens presenteerde ze shows, zoals CNN Today, Inside the Middle East, Quest Means Business, CNN Business Traveller en World News Europe. Geleidelijk ontwikkelde zij zich tot zowel een geroutineerd anchor als een all-round internationaal verslaggever..
In de aanloop naar de Verkiezingsdag in 2016 in het Verenigd Koninkrijk, nam Newton de trein om in contact met de kiezers over politiek, onderwerpen en kandidaten, waarbij zij een speciaal ontworpen rugzak droeg, die haar in staat stelde om dag en nacht live uit te zenden.

## Onderscheidingen
Aan Newton werden tal van onderscheidingen toegekend, waaronder twee World Medals from the New York Festival, een voor een reportage over de "handel in organen" en de andere voor haar verslag over de Kosovo-oorlog in 1998/1999.  Ook ontving zij de Best Reportage Award van de Canadese Gemini Awards.